# Boyeria irene
Espèce
L’æschne paisible (Boyeria irene) est une espèce de libellules (Odonata) européennes du sous-ordre des anisoptères et de la famille des Aeshnidae. Elle porte aussi le nom de libellules fantôme ou  encore de spectre paisible. 

## Description et caractéristiques
L'æschne paisible atteint 95 mm d'envergure pour une longueur de 63 à 71 mm.

C'est une espèce cryptique, les mâles étant d'une couleur vert pâle et les femelles brunâtres.

Ces dernières présentent deux morphes, f. brachycerca et f. typica que l'on distingue par la longueur des cercoïdes, le dernier morphe étant le moins fréquent.

Les yeux des individus des deux sexes sont verts et l'apex des ailes présente des zones enfumées.

Boyeria irene a été distinguée de Boyeria cretensis en 1851, mais ce n'est qu'en 1991 que cet endémique crétois a été élevé au rang d'espèce.

## Habitat et distribution
Europe occidentale, depuis le sud de la Bretagne jusqu'au sud de l'Italie, Corse, Sardaigne ; Afrique du Nord : localisée au Maroc, Algérie, Tunisie.
Observable dans les cours d'eau et rivières mais nécessite des zones ombragées. 

## Comportement

### Développement larvaire
A lieu dans les ruisseaux, rivières, fleuves mais principalement dans les zones de courant avec des eaux claires.